# Paula Vesala
Paula Julia Vesala (Kärsämäki, 10 dicembre 1981) è una cantautrice e attrice finlandese, membro della band PMMP.

## Vita privata
Paula Vesala è stata fidanzata con il noto cantante dei The Rasmus Lauri Ylönen dal quale il 12 aprile 2008 ha avuto il suo primo figlio. La coppia si è sposata a Las Vegas l'8 novembre 2014 e ha registrato il matrimonio in Finlandia il 5 gennaio 2015. Il 29 settembre 2016 i due, tramite comunicato stampa, annunciano il divorzio dopo 12 anni di relazione.

## Discografia

### Album

#### Da solista
- 2016 – Vesala

#### Con PMMP
- 2003 – Kuulkaas enot!
- 2005 – Kovemmat kädet
- 2006 – Leskiäidin tyttäret
- 2007 – Puuhevonen
- 2009 – Veden varaan
- 2012 – Rakkaudesta
- 2013 – Hitit

#### Con Pekka Kuusisto
- 2011 – Kiestinki

#### Con Kerkko Koskinen Kollektiivi
- 2012 – Kerkko Koskinen Kollektiivi

## Filmografia

### Cinema
- Princess (2010)
- Naked Harbour (2012)
- 3 Simoa (2012)
- Little Wing (2016)
- The Unknown Soldier (2017)

### Televisione
- #lovemilla (2014)
- Angry Birds Stella (2014)